# Кубок Мальдівів з футболу 2017
Кубок Мальдівів з футболу 2017 — 29-й розіграш кубкового футбольного турніру на Мальдівах. Титул володаря кубка здобув Нью Радіант.

## Календар
| Раунд               | Дата                 | Матчі | Клуби |
| ------------------- | -------------------- | ----- | ----- |
| 1/4 фіналу          | 29-30 листопада 2017 | 3     | 7 → 4 |
| 1/2 фіналу          | 2-3 грудня 2017      | 2     | 4 → 2 |
| Матч за третє місце | 6 грудня 2017        |       |       |
| Фінал               | 6 грудня 2017        | 1     | 2 → 1 |

## 1/4 фіналу
| Команда 1         | Рахунок | Команда 2   |
| ----------------- | ------- | ----------- |
| 29 листопада 2017 |         |             |
| Муйвейо Френдс    | 0:3     | Мазія       |
| Нью Радіант       | 5:1     | Іглс        |
| 30 листопада 2017 |         |             |
| Конфере           | 1:16    | Грін Стрітс |

## 1/2 фіналу
| Команда 1      | Рахунок | Команда 2   |
| -------------- | ------- | ----------- |
| 2 грудня 2017  |         |             |
| ТК Спортс Клуб | 2:0     | Мазія       |
| 3 грудня 2017  |         |             |
| Нью Радіант    | 4:0     | Грін Стрітс |

## Матч за третє місце
| 6 грудня 2017 13:00 (EEST) |

| Мазія                 | 2:0      | Грін Стрітс |
| --------------------- | -------- | ----------- |
| Шамім 30' Самдхух 39' | Протокол |             |

| Національний стадіон, Мале |

## Фінал
| 6 грудня 2017 18:00 (EEST) |

| ТК Спортс Клуб        | 2:2 дч   | Нью Радіант                |
| --------------------- | -------- | -------------------------- |
| Стюарт 6', 26' (пен.) | Протокол | Фазіл 50' Фасір 75' (пен.) |

| Національний стадіон, Мале Глядачів: 1 800 Арбітр: Ксайпасеут Фонгсаніт |

|                                       |     | Пенальті                                  |  |
| Ель-Маграбі · Стюарт · Халіл · Сухайл | 2:4 | Фазіл · Фасір · Ель-Дор · Акрам · Мохамед |  |